# Pasqual Maragall i Mira
Pasqual Maragall i Mira (Barcelona, 13 januari 1941) is een Catalaans socialistisch politicus. Hij was onder meer burgemeester van Barcelona (1982-1997), partijvoorzitter van de PSC (2000-2007) en president van de Generalitat de Catalunya, de Catalaanse deelregering (2003-2006).

## Van het clandestiene verzet tot burgemeester (1961-1997)
Hij werd geboren in Barcelona in 1941 aan het begin van de dictatuur van Francisco Franco als de zoon van een advocaat, Jordi Maragall i Noble. Hij is gehuwd met Diana Garrigosa. Zijn broer, Ernest Maragall i Mira is ook politiek actief in dezelfde partij. Hij was al van bij de oprichting in 1961 van de clandestiene vakbond Front Obrer de Catalunya (Catalaans Arbeidersfront) actief in de verzetsbeweging tegen de dictatuur. Dat front werd in 1974 omgevormd tot de partij Convergència Socialista de Catalunya (CSC). Vanaf 1965 werkte hij als ambtenaar voor het gemeentebestuur van Barcelona. In de aanloop naar de verkiezingen  van 1978, de eerste democratische stembusgang sedert 1936, speelde hij een actieve rol bij de oprichting van de PSC, een fusie van de CSC en enkele andere linkse groeperingen. Na de gemeenteraadsverkiezingen van 1979 werd hij verkozen en werd schepen/wethouder onder burgemeester Narcís Serra i Serra.
Na de overweldigende verkiezingsoverwinning van de PSOE bij de federale parlementsverkiezingen van 1982 werd Narcís Serra minister in het kabinet van Felipe González en volgde Maragall hem op als burgemeester van Barcelona. In 1983, 1987 en 1991 werd hij telkens opnieuw verkozen. Onder zijn burgemeesterschap kreeg de stad in 1987 de toeslag voor de Olympische Zomerspelen 1992, een project dat zijn voorganger gelanceerd had. Hij stelt de befaamde architect en stedenbouwkundige Oriol Bohigas i Guardiola als coördinator van de bouw- en wegenwerken die Barcelona grondig zullen veranderen en moderniseren. Het succes van de spelen bezorgt de stad een enorme uitstraling en wordt algemeen als een van zijn belangrijkste realisaties beschouwd. Hij was de politicus "die het Barcelona van het design uit de jaren 1990 gestalte gegeven heeft". In 1996 wordt hij voorzitter van het Europese Comité van de Regio's.
In 1997 neemt hij, zoals hij op een congres van de PSC had aangekondigd, ontslag als burgemeester en voert de PSC-lijst bij de regionale verkiezingen van 1999 aan.

## Leider van de oppositie (1999-2003)
Bij die verkiezing krijgt hij de steun van een breed front, de Ciutadans pel Canvi (Burgers voor de verandering) een groepering aan de linker- en indepententistische zijde, die na goed 20 jaar pujolisme vindt dat de tijd voor verandering is gekomen. De PSC wordt de grootste partij met 50 zetels maar haalt geen meerderheid. Jordi Pujol werd opnieuw president van de Generalitat.
In 2000 richt hij een schaduwkabinet op, met het doel een efficiënte oppositie op de been te krijgen. In 2001 heeft hij een vertrouwensstemming gevraagd, met als enige bedoeling zijn alternatief regeringsprogramma te kunnen presenteren. Zoals te verwachten, werd het voorstel, meerderheid tegen oppositie, met onthouding van de republikeinen verworpen.

## President van de Generalitat (2003-2006)
Bij de verkiezingen van 2003 haalt de PSC het grootste aantal stemmen en 43 zetels, maar Convergència i Unió haalt het grootste aantal zetels, een gevolg van het regionale kiessysteem. Maragall erkent dat de resultaten lager liggen dan verwacht, maar dat hij toch kan spreken van een linkse overwinning. Maragall en Artur Mas i Gavarró (CiU) zijn beide kandidaat voor het presidentschap. De republikeinen (ERC) verzoeken eerst weken te onderhandelen voor een regering van nationale eenheid samen met CiU en de PSC, iets waarvoor Maragall weinig voelde. Na weken vruchteloze onderhandeling kwam er op 14 december 2003 een akkoord tussen de PSC, ERC en de groenen van Iniciativa per Catalunya Verds tot stand onder de titel Akkoord voor een catalanistische en linkse regering van Catalonië, bijgenaamd Akkoord van Tinell naar de zaal in het voormalige Koninklijke Paleis van Barcelana waar de vergaderingen plaatsvonden. Op 16 december werd hij verkozen tot 127ste President van de Generalit, als opvolger van Jordi Pujol die 23 jaar aan de macht was.
Op 21 juni 2006, kort na het referendum over de hervorming van het statuut van Catalonië kondigt hij aan dat hij geen tweede mandaat zal opnemen.

### Het Statuut van 2006
De discussie over het de aanpassing van het statuut met meer autonomie was een heikel punt voor zijn regering. Omdat het in de ogen van de republikeinen (ERC) niet ver genoeg ging en wegens te weinig steun van de nationale PSOE  dreigde Josep Carod-Rovira, voorzitter van ERC zijn steun aan de regering op te zeggen. Uiteindelijk gooide Maragall de republikeinen uit de regering en besloot tot vervroegde verkiezingen onder de leiding van José Montilla i Aguilera.
Catalonië was samen met het Baskenland na de industriële revolutie lange tijd een van de welvarendste streken van Spanje, maar de economie is de laatste jaren gestagneerd. Maragall geeft de centrale regering daarvan de schuld. Ook vindt hij dat Catalonië te veel geld moet afdragen aan de staat en de armere regio's. Provocerend stelde hij dat het arme Extremadura leefde van Catalaanse subsidies. Dit en andere politiek niet altijd zo correcte uitspraken, de zogenaamde Margallades konden niet altijd op veel bijval rekenen.
De federale regering van de PSOE is echter afhankelijk van de steun van de Catalaanse zusterpartij. Het lukte Maragall om op 3 november 2005 in Madrid een vernieuwd statuut goedgekeurd te krijgen met wat meer autonomie, de erkenning als natie en de teruggave van enkele historische rechten. Net als Baskenland mocht het voortaan enkele belastingen zelf heffen, waarvan het dan een overeengekomen deel aan Spanje moest afdragen. Het hooggerechtshof van Barcelona zou voortaan de hoogste rechtsprekende instantie van Catalonië zijn. Het definitieve voorstel was erg verwaterd en kreeg veel tegenkanting van de conservatieve unitaristische partijen (Partit Popular) en met klachten voor het hooggerechtshof.

## Militant tegen zijn eigen ziekte van Alzheimer (2007-)
In 2007 verliet Maragall de actieve politiek en werd er bij hem ziekte van Alzheimer vastgesteld. In datzelfde jaar kreeg hij samen met zijn voorganger Jordi Pujol de gouden medaille van de Generalitat, de hoogste Catalaanse onderscheiding. In 2008 kreeg hij de Medalla d'Or van de stad Barcelona. In hetzelfde jaar richtte hij de stichting Fundació Pasqual Maragall met als doel het onderzoek naar de oorzaak en de behandeling van neurodegeneratieve ziekten te bevorderen. Hij publiceerde zijn mémoires onder de titel Oda inacabada (vert.: Onafgewerkt loflied). In 2010 werd hij de hoofdpersoon van de documentaire Bicicleta, cullera, poma van regisseur Carles Bosch als document humain over twee jaar strijd van Maragall, zijn familie, zijn stichting en de wetenschappelijke gemeenschap tegen alzheimer. Tijdens de première op 1 oktober 2010 in het Liceu kregen de regisseur en de protagonist een staande ovatie.